# Saturnino Martínez
Saturnino Martínez (* 1928 in León; † 7. November 1960) war ein mexikanischer Fußballspieler, der in der Verteidigung agierte.

## Biografie

### Verein
Martínez begann seine Profikarriere vermutlich 1948 beim Real Club España, den er 1950 verließ, nachdem dieser Verein sich aus der mexikanischen Profiliga zurückgezogen hatte. Er wechselte zum Club León, mit dem er 1952 die mexikanische Meisterschaft gewann.
In der Saison 1953/54 spielte er für den Club Necaxa und wechselte anschließend zum CF Atlante. Saturnino Martínez starb vermutlich am 7. November 1960.

### Nationalmannschaft
Sein Debüt in der mexikanischen Nationalmannschaft feierte Martínez am 6. April 1952 in einem Spiel um die in Chile ausgetragenen Panamerikanischen Meisterschaften gegen Brasilien, das mit 0:2 verloren wurde. Sein einziger Einsatz bei einer Fußball-Weltmeisterschaft gegen Frankreich (2:3) am 19. Juni 1954 war zugleich sein letztes Länderspiel.

## Erfolge
- Mexikanischer Meister: 1952